# Saint-Romain-le-Puy
 Saint-Romain-le-Puy  es una población y comuna francesa, situada en la región de Ródano-Alpes, departamento de Loira, en el distrito de Montbrison y cantón de Saint-Just-Saint-Rambert.

## Demografía
| 2334 | 2459 | 2475 | 2423 | 2616 | 2803 |
| Para los censos de 1962 a 1999 la población legal corresponde a la población sin duplicidades (Fuente: INSEE [Consultar]) |      |      |      |      |      |